# Cantor-ruimte
In de topologie, een deelgebied van de wiskunde, is een cantor-ruimte, vernoemd naar Georg Cantor, een topologische abstractie van de klassieke cantor-verzameling: een topologische ruimte is een cantor-ruimte als deze topologische ruimte homeomorf is met de cantor-verzameling. In de verzamelingenleer wordt de topologische ruimte {\displaystyle 2^{\omega }} "de" cantor-ruimte genoemd. 

## Voorbeelden
De cantor-verzameling zelf is natuurlijk een cantor-ruimte. Maar het kanonieke voorbeeld van een cantor-ruimte is het aftelbare oneindige topologische product van de discrete 2-puntsruimte (0, 1). Dit wordt meestal geschreven als {\displaystyle 2^{\mathbb {N} }} van {\displaystyle 2^{\omega }} (waar 2 staat voor de verzameling met 2 elementen (0,1) met discrete topologie). Een punt in {\displaystyle 2^{\omega }} is een oneindige binaire rij, dat wil zeggen een rij, die alleen de waarden 0 of 1 kan aannemen. Gegeven een dergelijke rij {\displaystyle a_{1},a_{2},a_{3},\ldots }, kan men deze rij afbeelden op het reële getal 
{\displaystyle 2\sum _{n=1}^{\infty }a_{n}{\frac {1}{3^{n}}}}
Deze afbeelding is een homeomorfisme van {\displaystyle 2^{\omega }} op de cantor-verzameling, waaruit blijkt dat {\displaystyle 2^{\omega }} inderdaad een cantor-ruimte is. 

## Eigenschappen
Zoals kan worden verwacht uit de stelling van Brouwer komen cantor-ruimten in verschillende vormen voor. Veel eigenschappen van cantor-ruimten kunnen worden vastgesteld door gebruik te maken van {\displaystyle 2^{\omega }}, dit omdat de constructie ervan als een product de cantor-ruimte ontvankelijk maakt voor analyse. 
Cantor-ruimten hebben de eigenschappen: 
- De kardinaliteit van enige cantor-ruimte is {\displaystyle 2^{\aleph _{0}}}, dat wil zeggen, de kardinaliteit van het continuüm.
- Het product van twee (of zelfs een eindig of aftelbaar aantal) cantor-ruimten is opnieuw een cantor-ruimte. Samen met de cantor-functie kan dit feit worden gebruikt om ruimtevullende krommen te construeren.
- Een hausdorff topologische ruimte is compact metriseerbaar dan en slechts dan als het een continu beeld van een cantor-ruimte is.